# Хреновое (Бобровский район)
Хреново́е — село в Бобровском районе Воронежской области России.
Административный центр Хреновского сельского поселения.

## География
Расположено в 16 км (по дороге в 27 км) к востоку от Боброва, в 90 км (по дороге 130 км) к юго-востоку от Воронежа.
Село практически сливается с территорией села Слобода Слободского сельского поселения.

## Население
| 1859  | 1897  | 1959  | 1979  | 2000  | 2002  | 2005  | 2010  | 2012  |
| ----- | ----- | ----- | ----- | ----- | ----- | ----- | ----- | ----- |
| 3312  | ↗6612 | ↗7192 | ↘5815 | ↗6174 | ↘5553 | →5553 | ↘4875 | ↘4816 |
| 2013  | 2014  | 2015  | 2016  | 2017  | 2018  | 2019  | 2020  | 2021  |
| ↘4789 | ↘4734 | ↗4905 | ↗5047 | ↘5032 | ↘4983 | ↘4910 | ↘4882 | ↘4825 |

## История
Село основано в начале XVIII века, когда царь Пётр I строил в Воронеже первый военный флот России, а на Битюге шла заготовка корабельного леса.
Новый этап в истории села начался, когда граф Алексей Орлов получил от императрицы не только титул Чесменский и орден Святого Георгия I степени, но и 120 тысяч десятин земли на левом берегу Битюга, включавших в себя и село Хреновое.
24 октября 1776 года близ села Хреновое графом Орловым был основан конный завод, известный выведенными здесь орловскими рысаками.
В конце XIX — начале XX веков село являлось центром Хреновской волости Бобровского уезда Воронежской губернии.
С 1935 по 1960 годы Хреновое было центром Хреновского района. Во время Второй Мировой Войны в 1943 году в помещениях Хреновского конезавода располагался лагерь военнопленных № 81, в котором за два месяца с февраля по апрель 1943 года умерли от голода 21000 итальянских солдат и офицеров, взятых в плен во время Острогожско-Россошской наступательной операции.

## Экономика
- Хреновской конный завод
- Швейная фабрика[18]
- Мебельная фабрика[18]
- Фруктовая ферма[18]

## Транспорт
В селе есть железнодорожная станция Хреновая на линии «Лиски—Поворино».

## Здравоохранение
В селе действует областной противотуберкулёзный санаторий.

## Образование
- Хреновской лесхоз-техникум (лесной колледж) им. Г. Ф. Морозова[19]
- школа искусств[18]
- две средние школы[20]
- два детских сада[18]
- Хреновская школа наездников[21]

## Достопримечательности
- Хреновской конезавод — родина Орловских рысаков.
- В 1950 году в Хреновом был создан музей коневодства.[22]

## Известные уроженцы
- Михайлов, Иродион Антонович (1896—19??) — советский военачальник, полковник (1935)
- Карпов, Василий Николаевич (1798—1867) — русский религиозный философ, духовный писатель, переводчик на русский язык сочинений Платона, профессор философии Санкт-Петербургской духовной академии.
- Панин-Коломенкин, Николай Александрович (1872—1956) — российский фигурист.
- Началов, Виктор Васильевич (р. 1957) — российский музыкант, продюсер, автор песен, отец певицы Юлии Началовой.
- Леваков Владимир Иванович-герой советского союза повторивший подвиг Александра Матросова,закрыв амбразуру дзота грудью.